# Seven (EP)
Seven là extended play (EP) thứ hai của DJ và nhà sản xuất thu âm người Hà Lan Martin Garrix. Phát hành vào ngày 28 tháng 10 năm 2016, EP được phát hành trên STMPD RCRDS, hợp tác với Mesto, Jay Hardway, Julian Jordan, Mattise & Sadko và Florian Picasso, cũng như đóng góp viết lời từ Giorgio Tuinfort và nhiều người khác. Các bài hát trong EP được ra mỗi ngày từ ngày 15 đến ngày 21 tháng 10 năm 2018.

## Danh sách bài hát
| Seven            | Seven                                                | Seven                                                                                          | Seven                  | Seven      |
| STT              | Nhan đề                                              | Sáng tác                                                                                       | Sản xuất               | Thời lượng |
| ---------------- | ---------------------------------------------------- | ---------------------------------------------------------------------------------------------- | ---------------------- | ---------- |
| 1.               | "WIEE" (với Mesto)                                   | Martijn Gerard Garritsen Melle Stomp                                                           | Martin Garrix Mesto    | 3:23       |
| 2.               | "Sun Is Never Going Down" (hợp tác với Dawn Golden)  | Garritsen Dexter Tortoriello Jem Cooke James Bryan McCollum Justin "SumPunk" Broad Paul Herman | Garrix                 | 3:24       |
| 3.               | "Spotless" (với Jay Hardway)                         | Garritsen Jobke Heiblom                                                                        | Garrix Jay Hardway     | 3:15       |
| 4.               | "Hold On & Believe" (hợp tác với The Federal Empire) | Garritsen Chad Wolf McKay Stevens Keith Varon Simon Strömstedt Giorgio Tuinfort                | Garrix                 | 3:54       |
| 5.               | "Welcome" (với Julian Jordan)                        | Garritsen Julian Dobbenberg                                                                    | Garrix Julian Jordan   | 3:05       |
| 6.               | "Together" (với Matisse & Sadko)                     | Garritsen Alexander Parkhomenko John Martin Michel Zitron Max McElligott Yury Parkhomenko      | Garrix Matisse & Sadko | 3:41       |
| 7.               | "Make Up Your Mind" (với Florian Picasso)            | Garritsen Tuinfort Florian Ruiz-Picasso                                                        | Garrix Florian Picasso | 3:16       |
| Tổng thời lượng: | Tổng thời lượng:                                     | Tổng thời lượng:                                                                               | Tổng thời lượng:       | 23:58      |

## Bảng xếp hạng
| Bảng xếp hạng (2016)                          | Vị trí cao nhất |
| --------------------------------------------- | --------------- |
| Album Hoa Kỳ Top Dance/Electronic (Billboard) | 5               |